# Коцежев-Косьцельни
Коцежев-Косьцельни (пол. Kocierzew Kościelny) — село в Польщі, у гміні Коцежев-Полудньовий Ловицького повіту Лодзинського воєводства.